# 寧波の乱
寧波の乱（にんぽーのらん）は、1523年（明では嘉靖2年、日本では戦国時代の大永3年）に、明の寧波で起きた事件。寧波争貢事件、明州の乱、宗設の乱とも呼ばれる。

## 日明貿易
日本の室町幕府と中国の明朝との間で行われた日明貿易（勘合貿易）は、室町初期の幕府第3代将軍・足利義満、明の第2代皇帝・建文帝の頃に開始され、明が海禁政策を行っている事情から足利将軍家の幕府将軍が「日本国王」として冊封し、倭寇と区別するため勘合符を発行して相手を承認する朝貢形態で行われ、十年一朝など制限がされていた。幕府が派遣する使節には博多や堺などの有力日本商人が随行し、その間で私的な貿易が行われていた。

## 乱の経緯

### 背景
足利将軍家の家督争いなどから応仁元年（1467年）に応仁の乱が起こると、幕府の管領家で堺を貿易の拠点にしていた細川氏や、山口を本拠に博多、応仁の乱で得た兵庫などに権益を持っていた大内氏がそれぞれ独自に使節団を派遣した貿易をはじめ、大内と細川は勘合符を巡って対立していた。明で正徳帝が即位し、大内氏が遣明船（勘合船）を主催して発行された正徳勘合符を独占する。
大内義興が追放されていた前将軍・足利義稙を奉じて上洛、管領細川高国を味方につけて将軍職復帰を実現させると、永正13年（1516年）には功労として大内氏が遣明船派遣の管掌権を永久的に保証された。これによって日明貿易の主たる港が堺から博多に移り、細川高国は大きな収入源となっていた明との交易利権を実質奪われる形となってしまうが、大内氏の軍事的支援によって反対派に対抗していたために、異論を差し挟むことができなかった。ところが、永正16年（1519年）になって大内義興が領国の事情から山口に戻ってしまうと、これに反発した高国は一転して大内氏と対立する姿勢を見せる。
大永3年（1523年）、大内義興が謙道宗設（けんどうそうせつ）を正使に遣明船を派遣すると、細川高国は対抗して鸞岡瑞佐（らんこうずいさ）を正使、宋素卿（朱縞）を副使として、既に無効となった弘治勘合符を持たせて南海経由で遣明船を派遣する。

### 殺害事件
同年4月、寧波には先に大内方の遣明船が入港しており、細川方には不利であったが、細川方の副使の宋素卿は明の入港管理所である市舶司大監の頼恩に賄賂を贈り、細川方を先に入港検査させた。これに激怒した大内方は細川方を襲撃して遣明船を焼き払うも、明の官憲が細川方を支援したために大内方の矛先は彼らにも向いた。この結果、謙道宗設により鸞岡瑞佐は殺され、更に紹興城へ逃れた宋素卿らを追い、明の役人をも殺害する事件が起こる。

### 結末
事件は外交問題となり、宋素卿は投獄されて獄死した。また、対日感情の悪化から享禄2年（1529年）には市舶司大監も廃止される。

## 影響
遣明船による貿易は、天文5年（1536年）には大内義興の子の大内義隆が再開しており、博多商人たちは莫大な富を得る。天文20年（1551年）に大内義隆が家臣の陶隆房の謀反で滅亡するまで続くが、この事件をきっかけに寧波に近い双嶼や、舟山諸島など沿岸部で日本人商人との私貿易、密貿易が活発化し、倭寇（後期倭寇）の活動となってゆく。